# Vista Alegre (Panama)
Vista Alegre is een deelgemeente (corregimiento) van de gemeente (distrito) Arraiján in Panama. In 2015 was het inwoneraantal 67.000.